# Prabé
Le Prabé est une montagne suisse des Alpes bernoises qui surplombe Savièse dans le canton du Valais. Elle culmine à 2 042 mètres d'altitude et surplombe la vallée du Rhône de plus de 1 500 mètres.
Un refuge non gardé est situé à 1 982 mètres d'altitude.
Le Prabé est traversé par un tunnel inauguré en 1935, qui achemine de l'eau vers Savièse. Il a remplacé le bisse du Torrent neuf fermé en 1934 et aujourd'hui réaménagé pour les randonneurs.